# Усинськ (аеропорт)
Усинськ (рос. Усинск) (IATA: USK, ICAO: UUYS) — аеропорт однойменного міста в Республіці Комі.

## Типиповітряних суден,які приймає аеропорт
Ан-12, Ан-24, Ан-28, Іл-76, Іл-114, Л-410, Ту-134, Ту-154, Як-40, Як-42, МіГ-31, ATR 42, ATR 72, Boeing 737, Bombardier CRJ, Bombardier Dash 8, Embraer EMB 120 Brasilia, Embraer ERJ-145, Embraer E-190, Saab 340, Saab 2000, Sukhoi Superjet 100, Cessna 208 Grand Caravan і легші за ці літаки, вертольоти всіх типів. Класифікаційне число злітно-посадкової смуги (PCN) — 21/R/A/X/T (30/R/A/X/T — взимку).

## Статистика
| Рік            | 2014  | 2015  | 2016  | 2017  |
| тис. пасажирів | 168,7 | 187,7 | 162,3 | 158,7 |
| Джерела:       |       |       |       |       |

Див. джерело запитів Вікіданих та джерела.

## Авіакомпанії та напрямки, грудень 2020
| Авіакомпанія  | Пункт призначення                                     |
| ------------- | ----------------------------------------------------- |
| Komiaviatrans | Архангельськ, Москва–Домодєдово, Сиктивкар, Уфа, Ухта |
| Utair         | Москва–Внуково                                        |

## Катастрофи
15 листопада 2018 року аварійну (за залишком палива) посадку в аеропорту Усинськ здійснило чотири МіГ-31 ВКС Росії. Посадка ускладнювалася наявністю в кінці смуги Boeing 737 компанії UTair, який перед цим здійснив посадку, що є грубим нехтуванням до вимог забезпечення безпеки польотів.
9 лютого 2020 року літак Boeing 737 авіакомпанії UTair зробив грубу посадку на ЗПС-13 (МКпос = 134).
За твердженням прес-служби авіакомпанії, причиною цьому став раптовий порив вітру. На думку авіаційних фахівців, які прокоментували подію телеграм-каналу Rеадовка, причиною стали помилки техніки пілотування: підвищена вертикальна швидкість зниження і запізнілий початок вирівнювання екіпажем ПС, що призвели до торкання основними опорами шасі земної поверхні до злітно-посадкової смуги (сніжний бруствер). Наразі розслідування повітряної пригоди триває.
На борту повітряного судна знаходилися 94 пасажири і шість членів екіпажу, постраждалих в результаті події немає.